# Rory Palmer
Rory Palmer (ur. 19 listopada 1981 w Worksop) – brytyjski polityk i samorządowiec, działacz Partii Pracy, poseł do Parlamentu Europejskiego VIII i IX kadencji.

## Życiorys
Kształcił się w Hartland Comprehensive School i na University of York, gdzie studiował politykę społeczną. Zaangażował się w działalność polityczną w ramach Partii Pracy. Od 2007 wybierany na radnego Leicester, w 2011 burmistrz Peter Soulsby powołał go na swojego zastępcę.
W wyborach w 2014 bez powodzenia kandydował do Europarlamentu (poprzednio startował w 2010 do Izby Gmin). Mandat eurodeputowanego VIII kadencji objął jednak w październiku 2017 w miejsce Glenis Willmott. W PE dołączył do grupy Postępowego Sojuszu Socjalistów i Demokratów. W 2019 z powodzeniem ubiegał się o reelekcję.